# C-4
C-4 är en typ av plastiskt sprängämne, sprängdeg, som används av militären. C-4 är fast i formen, med ljusgrå färg och känns som mjuk lera. Som i många andra plastiska sprängämnen är det explosiva materialet i C-4 RDX (även känt som cyclonit eller cyklotrimetylentrinitramin) vilket utgör 90 % av vikten. Dessutom innehåller den bindemedel och mjukgörare. 
Numera tillsätts även speciella markörämnen (Taggant) för att underlätta identifikation. Den ena anledningen är att säkerhetspersonal ska kunna hitta dolt sprängämne, till exempel i säkerhetskontrollen på en flygplats. I USA måste 2,3-dimetyl-2,3-dinitrobutan, kallat DMDNB eller DMNB ingå. Det är ett ämne som hundar är väldigt känsliga för och som även kan detekteras av speciella bärbara spektrometrar. Den andra anledningen är att efter en explosion veta vilket ämne som orsakade den.
C-4 är en vidareutveckling av ett sprängämne från andra världskriget där RDX blandades med mineralolja och lecitin som i stort sett hade samma form men med vissa nackdelar. C-4 är del av en grupp sprängämnen tillsammans med C, C-2 och C-3, med olika mängd RDX, som utvecklade under 1960-talet. Den är mycket stabil och tål att bli beskjuten och kastas i eld utan att explodera.